# Hermann Brellochs
Hermann Wilhelm Brellochs (* 22. Juli 1899 in Heilbronn; † 22. Juni 1979 in Stuttgart) war ein deutscher Bildhauer, der „international bekannt geworden [ist].“ Er schuf Bildnisbüsten für Tokio, San Francisco, Budapest, Berlin, Hannover und München, die seinen „Rang als Gestalter sensibel nuancierter barock empfundener Porträtplastiken in Bronze und in Terrakotta dokumentieren.“

## Leben
Hermann Wilhelm Brellochs erhielt seine ersten künstlerischen Anregungen als Privatschüler bei Walther Eberbach. Dann studierte er von 1924 bis 1928 bei Hanssen an der TH Stuttgart. Von 1924 bis 1928 arbeitete er als technische Hilfskraft. 1930 gab er eine große Sonderausstellung bei Alfred Flechtheim in Berlin. Von 1930 bis 1939 arbeitete er als wissenschaftlicher Assistent an der TH Stuttgart.
In der Zeit des Nationalsozialismus war Brellochs Mitglied der Reichskammer der bildenden Künste. Für diese Zeit ist seine Teilnahme an 10 Ausstellungen sicher belegt, darunter 1937, 1938, 1939 und 1941 mit 5 Werken die Große Deutsche Kunstausstellung in München.
In der Nachkriegszeit war Brellochs insbesondere in der Architekturplastik tätig. So schuf er in einer Reihe süddeutscher Städte Brunnenanlagen, Ehrenmale, Reliefs und Plastiken am Bau.
In den letzten Jahren seines Wirkens schuf er viele kleine figürliche Bronzereliefs, oder stark vereinfachte Tierplastiken und Statuetten. Auf einem Auktionskatalog des Stuttgarter Kunst-Auktionshauses Nagel werden drei kleine Bronzearbeiten Brellochs dargestellt. So Europa auf dem Stier ein Bronzerelief ca. 17 × 27 cm, Sonnengöttin, ein Bronzerelief 41,5 × 28 cm und Vogel Bronze auf Plinthe, Höhe 22 cm.

## Werke (Auswahl)
| → Spaltenlegende und -sortierung |                                     |
| Legende |                                     |
| \| Jahr \| Jahr der Entstehung. \| \| Jahr+ \| Entstehung ab dem angegebenen Jahr. \|                                                                         |                                     |
| Sortierung |                                     |
| - Eine Spalte sortieren: das Symbol im Spaltenkopf anklicken. - Nach einer weiteren Spalte sortieren: Umschalttaste gedrückt halten und das Symbol anklicken. |                                     |
| Jahr | Jahr der Entstehung.                |
| Jahr+ | Entstehung ab dem angegebenen Jahr. |

| Jahr  | Ort                     | Werk |
| ----- | ----------------------- | --- |
| 1936  | Reutlingen              | Bilder und Plastiken aus Holz und Stein in der Reutlinger Christuskirche. |
| 1938  | Stuttgart               | Der-Gute-Hirte Brunnen mit halbkugelförmiger Brunnenschale am Eckartshaldenweg bei der Martinskirche. |
| 1950  | Stuttgart               | Überarbeitung des im Zweiten Weltkrieg teilweise zerstörten Lutherreliefs von Jakob Brüllmann in der evangelischen Martinskirche. |
| 1952  | Heilbronn               | Kopf aus Kunststein, der Pestalozzi darstellen soll, an der Pestalozzischule. |
| 1953  | Heilbronn               | Delphinbrunnen (zusammen mit Maria Fitzen-Wohnsiedler) im alten Stadtbad. Der Keramikbrunnen wurde 1953 geschaffen und gelangte später in den Garten der Silcherschule. Der Brunnen bestand aus einer Säule, auf der sich ein Delphin aufbäumte. Der Delphin stützte sich mit seinem Vorderkörper ähnlich einem Persischen Kapitell bzw. Achämenidischen Kapitell auf die Säule und stemmte dabei seinen Hinterkörper nach oben, wobei sich die Flossen einrollten, so dass der Delphin leicht die Form der Ziffer Acht andeutete. Die Säule selbst war durch zwei Wasserschalen gegliedert, wobei die oberste Schale sich direkt unterhalb des wasserspeienden Delphins befand. Die unterste Schale war am Boden, direkt am Fußende der Säule. |
| 1953  | Heilbronn               | Steinrelief „Weingärtnerfamilie“ am Heilbronner Wartberg. Der Vater trägt die Züge von Hermann Schneider. Siehe auch: Wartberg (Heilbronn)#Sandsteinrelief Weingärtnerfamilie. |
| 1954  | Stuttgart-Vaihingen     | Büste von Staatsrat Carl von Bach wegen seiner Verdienste um den Kesselbau für die Materialprüfungsanstalt in Stuttgart-Vaihingen. |
| 1955  | Stuttgart               | Neubildung der im Zweiten Weltkrieg verlorengegangenen Hauffbüste des Hauffdenkmals in der Oberen Hasenbergsteige. |
| 1958  | Stuttgart               | Bronzerelief des Phoenix für die Eingangshalle des Innenministeriums, der daran erinnern soll, wie das Land nach dem Krieg aus dem Schutt zu neuem Leben erwacht ist. Über den Verbleib des Phoenix nach dem Abbruch des Innenministeriums zugunsten des Neubaus des Dorotheenquartiers 2013 ist nichts bekannt. |
| 1960  | Stuttgart-Bad Cannstatt | Zwei Löwenfiguren in Stubensandstein vor dem Portal von Schloss Rosenstein. Nachbildung der von Albert Güldenstein 1853 geschaffenen Bronzelöwen, die seit 1944 verschollen sind. |
| 1964+ | Stuttgart               | Staatswappen in Bronze an der Südfassade des Neuen Schlosses. |
|       | Stuttgart               | Marmorrelief von Herzog Carl Eugen im Neuen Schloss. |
|       | Stuttgart               | Wandrelief für die DAK. |

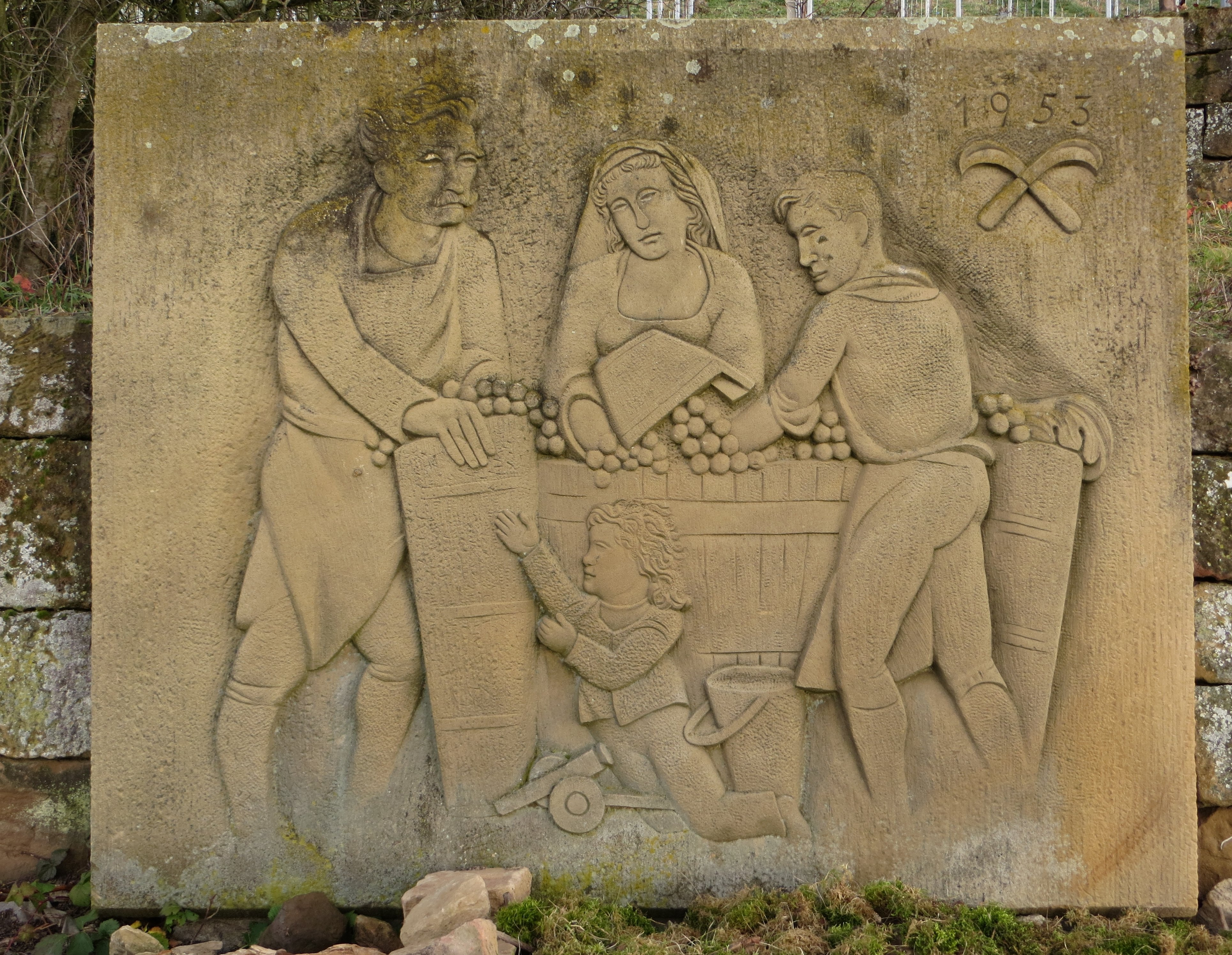
Sandsteinrelief Weingärtnerfamilie am Heilbronner Wartberg.
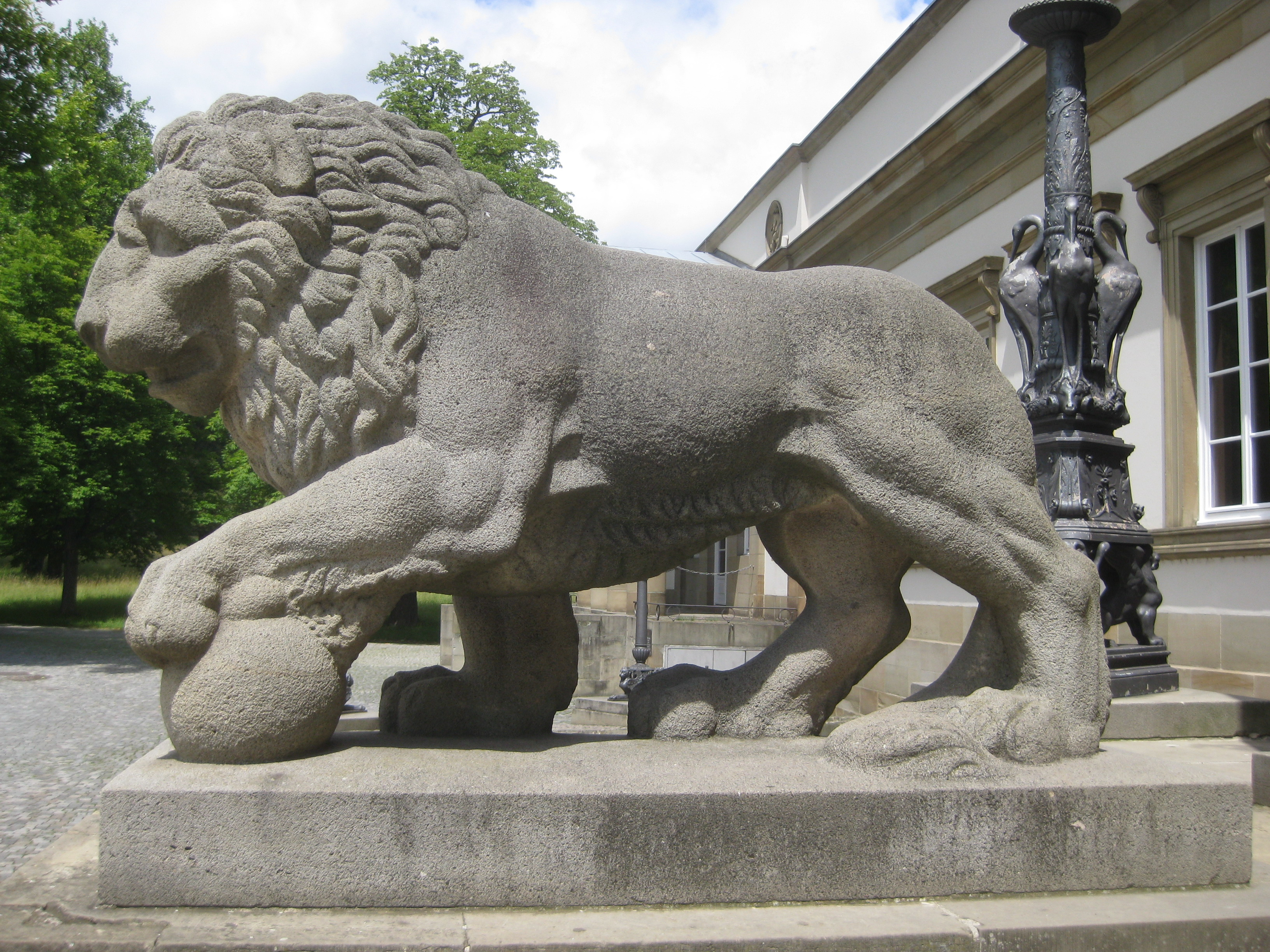
Löwenfigur vor Schloss Rosenstein.
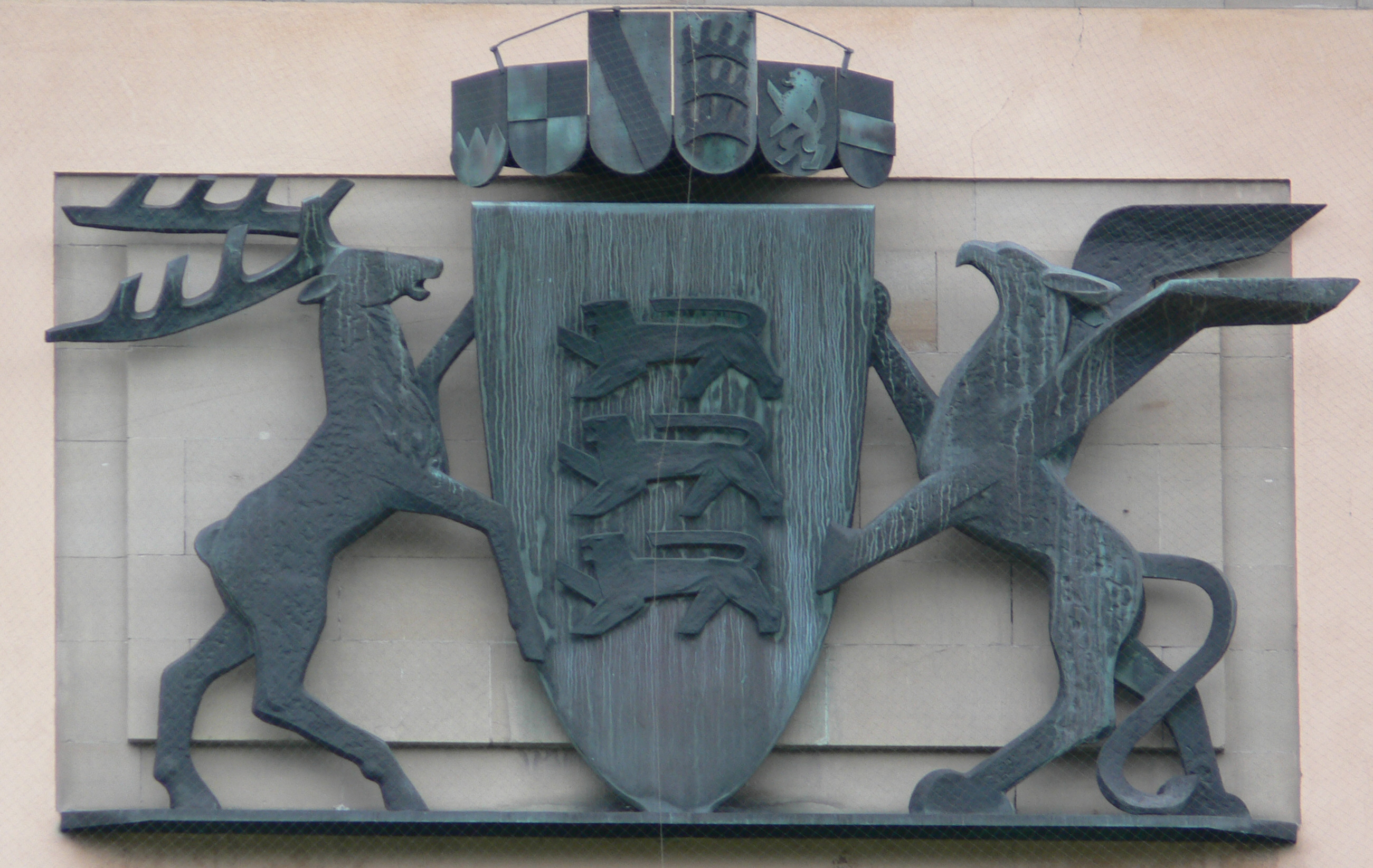
Staatswappen in Bronze an der Südfassade des Neuen Schlosses.

### Leben und Werk
- Monika Spiller: Brellochs, Hermann Wilhelm. In: Allgemeines Künstlerlexikon. Die Bildenden Künstler aller Zeiten und Völker (AKL). Band 14, Saur, München u. a. 1996, ISBN 3-598-22754-X, S. 100.
- Brellochs, Hermann. In: Hans Vollmer (Hrsg.): Allgemeines Lexikon der bildenden Künstler des XX. Jahrhunderts. Band 1: A–D. E. A. Seemann, Leipzig 1953 (archive.org – Leseprobe).

### Werke
- Felix Durach: Zu den Arbeiten von H. W. Brellochs. In: Deutsche Kunst und Dekoration: illustrierte Monatshefte für moderne Malerei, Plastik, Architektur, Wohnungskunst und künstlerisches Frauen-Arbeiten, Jahrgang 67, 1930–1931, Seite 192–195, pdf.
- Felix Durach: Arbeiten des Bildhauers H. W. Brellochs, Stuttgart. In: Die Kunst für alle: Malerei, Plastik, Graphik, Architektur, Jahrgang 46, 1930–1931, Seite 112–117, pdf.
- Grit Koltermann; Jörg Widmaier: Kulturdenkmale der Reformation im deutschen Südwesten. Esslingen am Neckar: Landesamt für Denkmalpflege im Regierungspräsidium Stuttgart, 2017, pdf.
- Gustav Wais: Stuttgarts Kunst- und Kulturdenkmale: 25 Bilder mit stadtgeschichtlichen, baugeschichtlichen und kunstgeschichtlichen Erläuterungen. Stuttgart 1954.